# Croix de la Lande du Temple
La Croix de la Lande du Temple  est située  au lieu-dit "Le Temple" sur la commune de  Guillac dans le Morbihan.

## Historique
La croix de la Lande du Temple fait l’objet d’une inscription au titre des monuments historiques depuis le 13 février 1929.

## Architecture
La croix est composée d’un seul bloc de pierre. 
Elle est taillée dans le schiste.